# Anfiteatro romano di Firenze

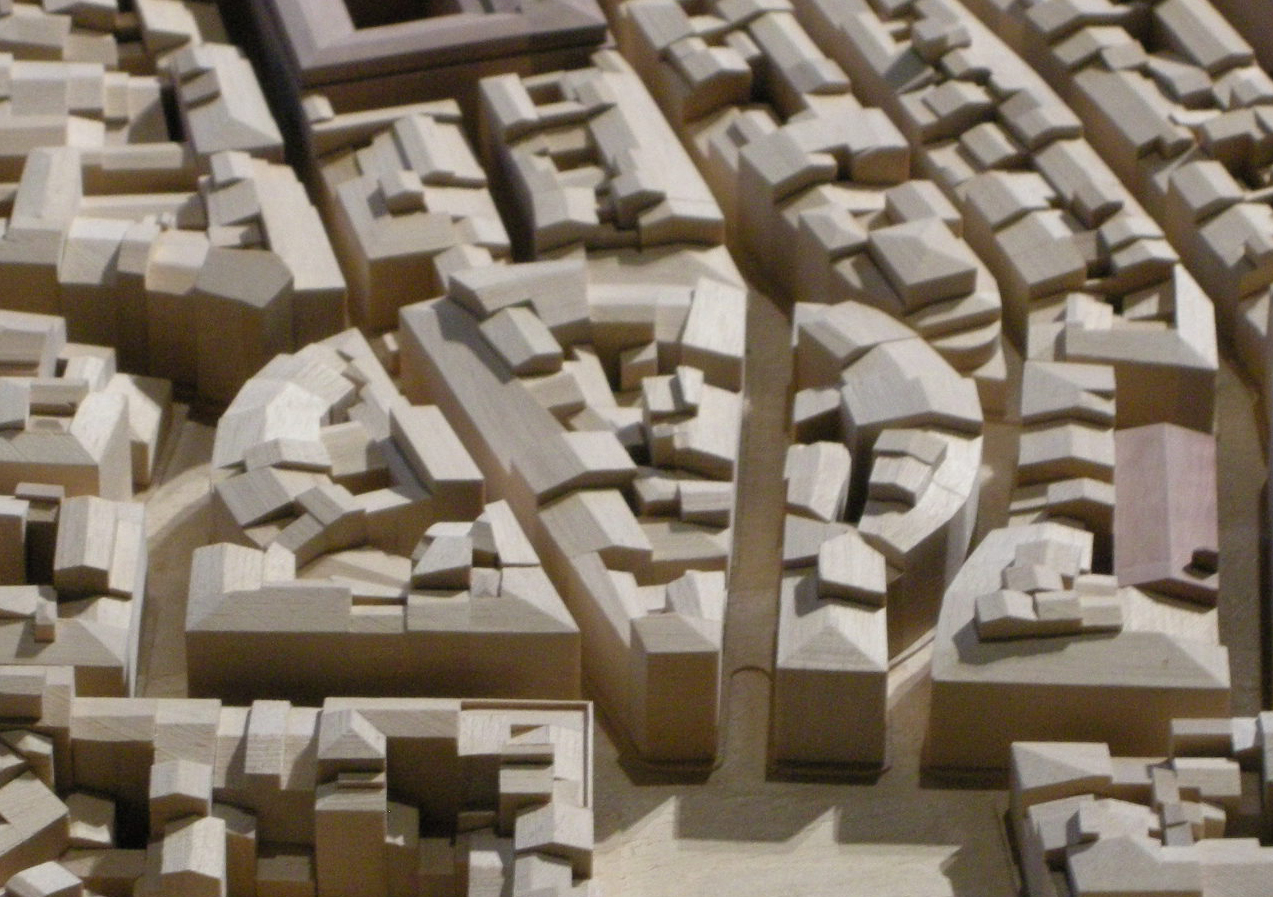
Sagoma dell'anfiteatro nel modello ligneo della città di Firenze

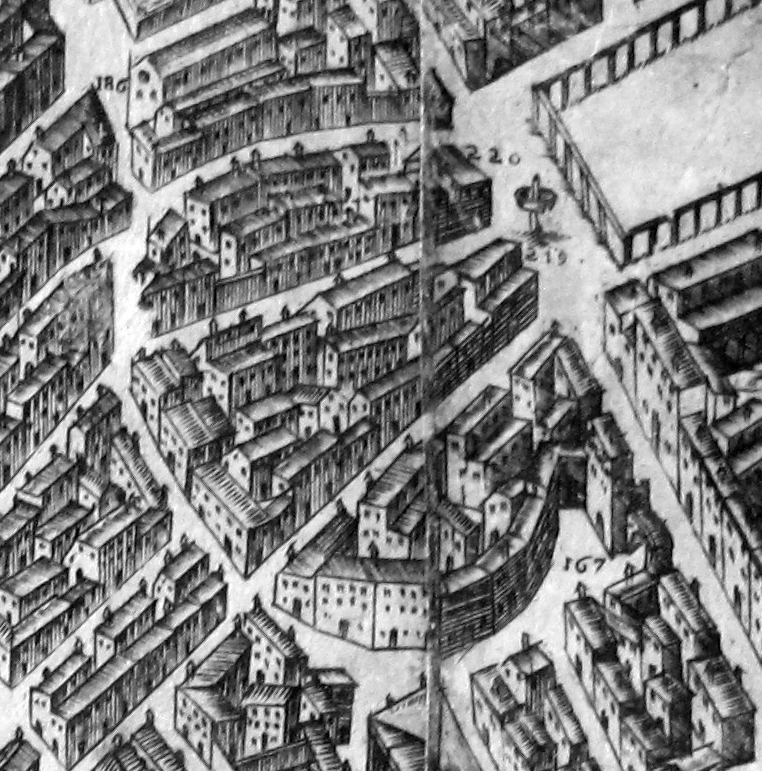
Sagoma dell'anfiteatro nella pianta del Bonsignori (1584)

L'anfiteatro romano di Firenze fu costruito nel II secolo e i suoi resti si trovano tra piazza dei Peruzzi, via dei Bentaccordi e via Tòrta.

## Storia e descrizione
Quando fu costruito, tra il 124 e il 130 d.C., si trovava ben al di fuori della cerchia muraria (passava per via del Proconsolo a qualche centinaio di metri) e l'anfiteatro segnò il punto di massima espansione raggiunta della Florentia romana verso est.
L'anfiteatro presentava una forma ellittica, con un diametro massimo di 126 metri, con una platea interna larga 119x89 metri. Era di medie proporzioni (circa 20.000 posti contro gli 87.000 del Colosseo) e perfettamente riconoscibile nelle sue strutture portanti, anche se qui, come in altri casi (es. l'anfiteatro di Lucca), la sovrapposizione di case medievali ha chiuso gran parte degli antichi archi (i fornices) e sfruttato tutti gli spazi dell'anfiteatro, costruendo sui resti delle strutture perimetrali e dei cunei delle gradinate.
Non è mai stato scavato sistematicamente, ma sono avvenute scoperte occasionali, come nel 1887 quando venne alla luce una piccola parte dei ruderi, emersi durante gli scavi per la costruzione di una fognatura in borgo dei Greci. La sua presenza si può comunque percepire dall'andamento curvo delle vie che lo circondano e dalla toponomastica della zona: via Tòrta ("storta"), via del "Parlascio" e via de' Bentaccordi.
Parlascio infatti è la storpiatura del latino perilasium, che a sua volta viene dal greco perielasis ("girare intorno"), e che indicava appunto un anfiteatro. In molte altre parti di Italia e anche all'estero esistono toponimi derivanti dalla storpiatura di perilasium: verlascio, parlagio, pierlascio, ecc.
Si hanno testimonianze del parlascio fiorentino fino all'XI secolo, quando la città in espansione lo inglobò nelle nuove mura e i Peruzzi vi costruirono sopra il proprio palazzo; secondo i cronisti medievali venne anche usato come carcere. Dal lato di piazza Peruzzi si è ipotizzato che anche l'andatura regolare delle aperture ad arco sia dovuta alle antiche entrate dell'arena. A differenza di esempi simili in altre città, a Firenze si costruì anche all'interno dell'anfiteatro, che venne tagliato da due strade, via dell'Anguillara e Borgo dei Greci.
La zona rischiò di essere demolita durante i lavori di risanamento della seconda metà dell'Ottocento, per costruire un grande viale tra piazza della Signoria e piazza Santa Croce ma per fortuna il progetto non venne mai realizzato. Una ricostruzione dell'anfiteatro in epoca romana e alcuni progetti relativi al risanamento si trovano al Museo di Firenze com'era.

## Galleria d'immagini

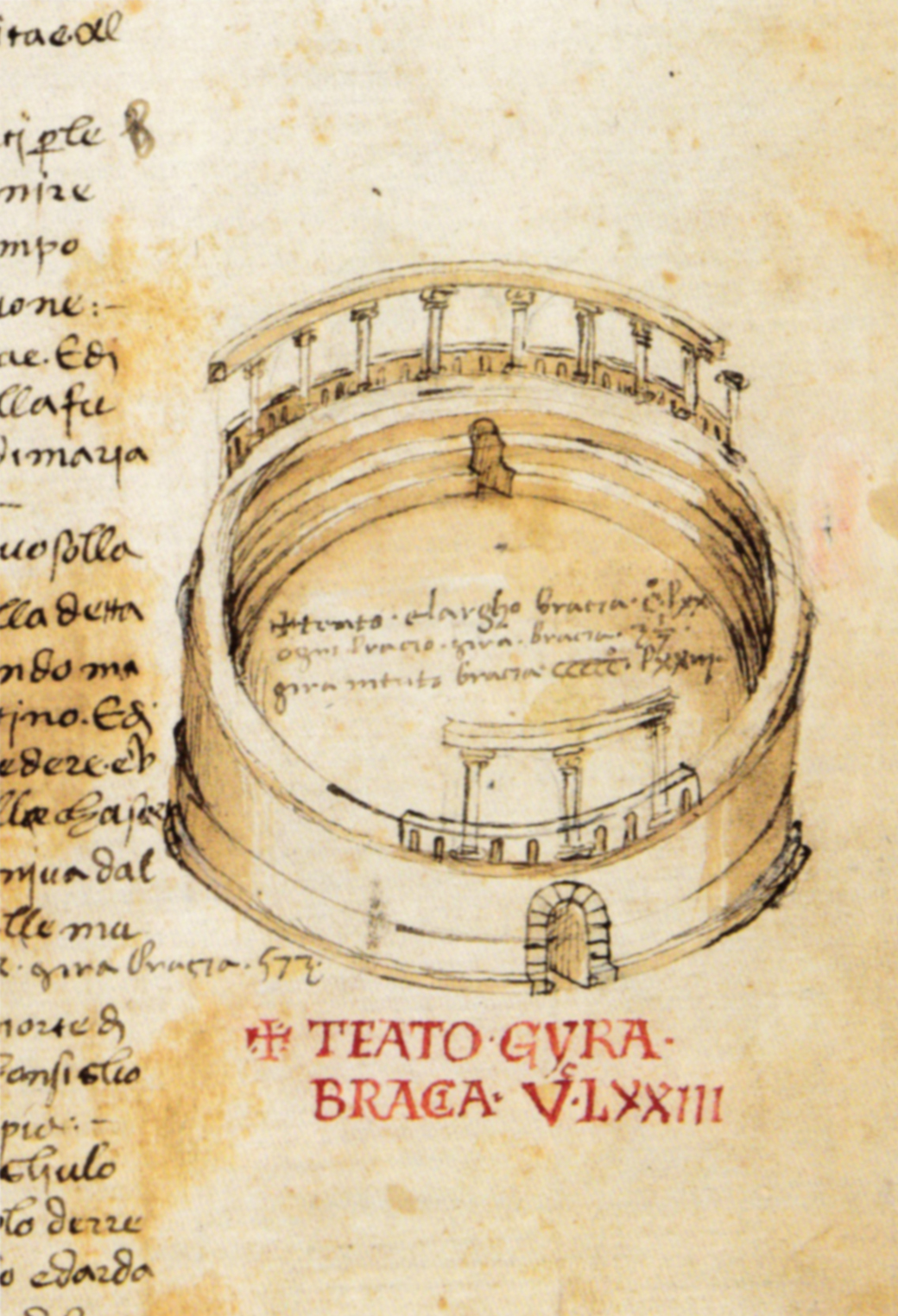
L'anfiteatro in un'illustrazione del Codice Rustici (prima metà XV sec.)
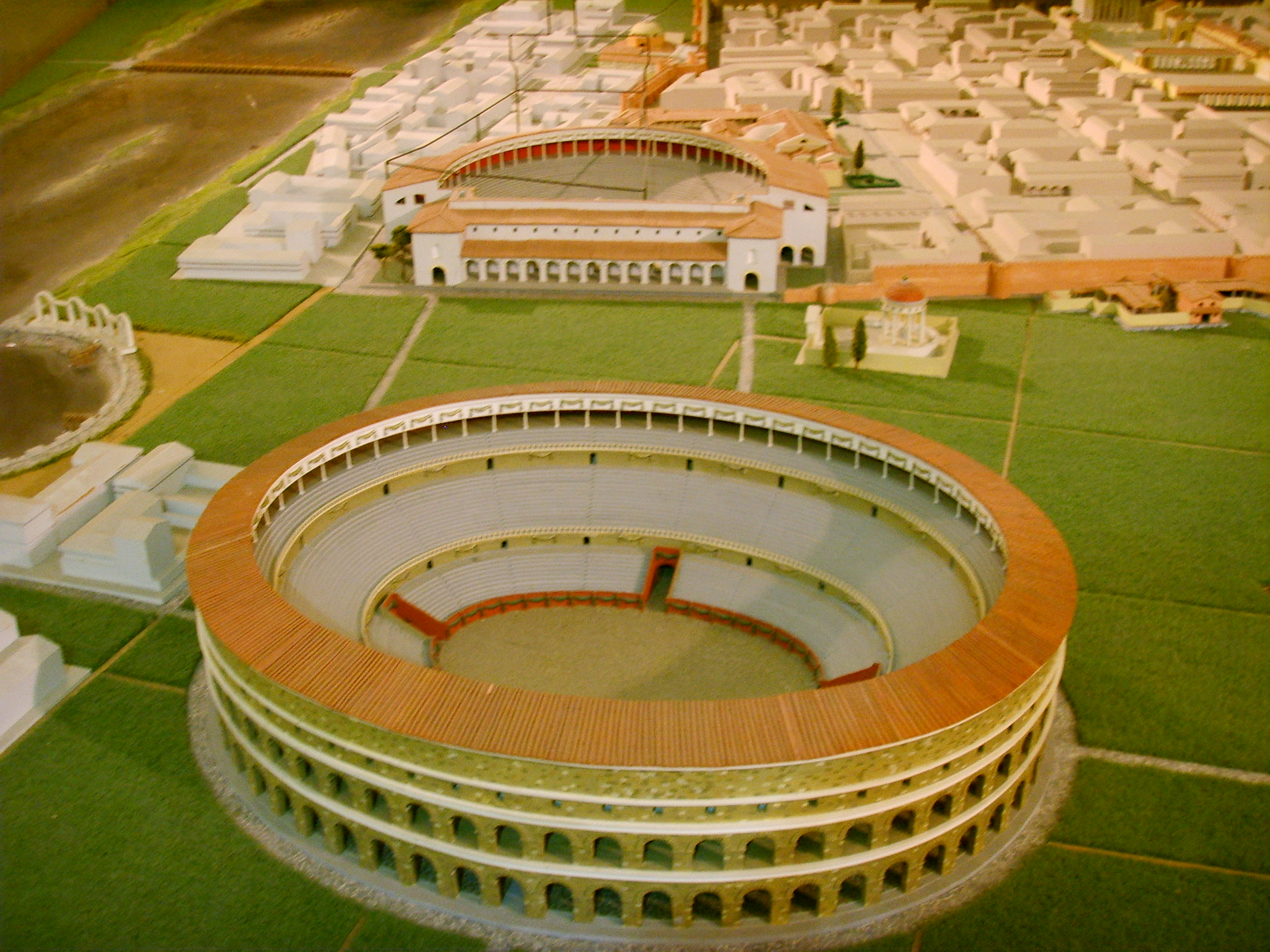
Plastico dell'Anfiteatro romano, Museo Firenze com'era
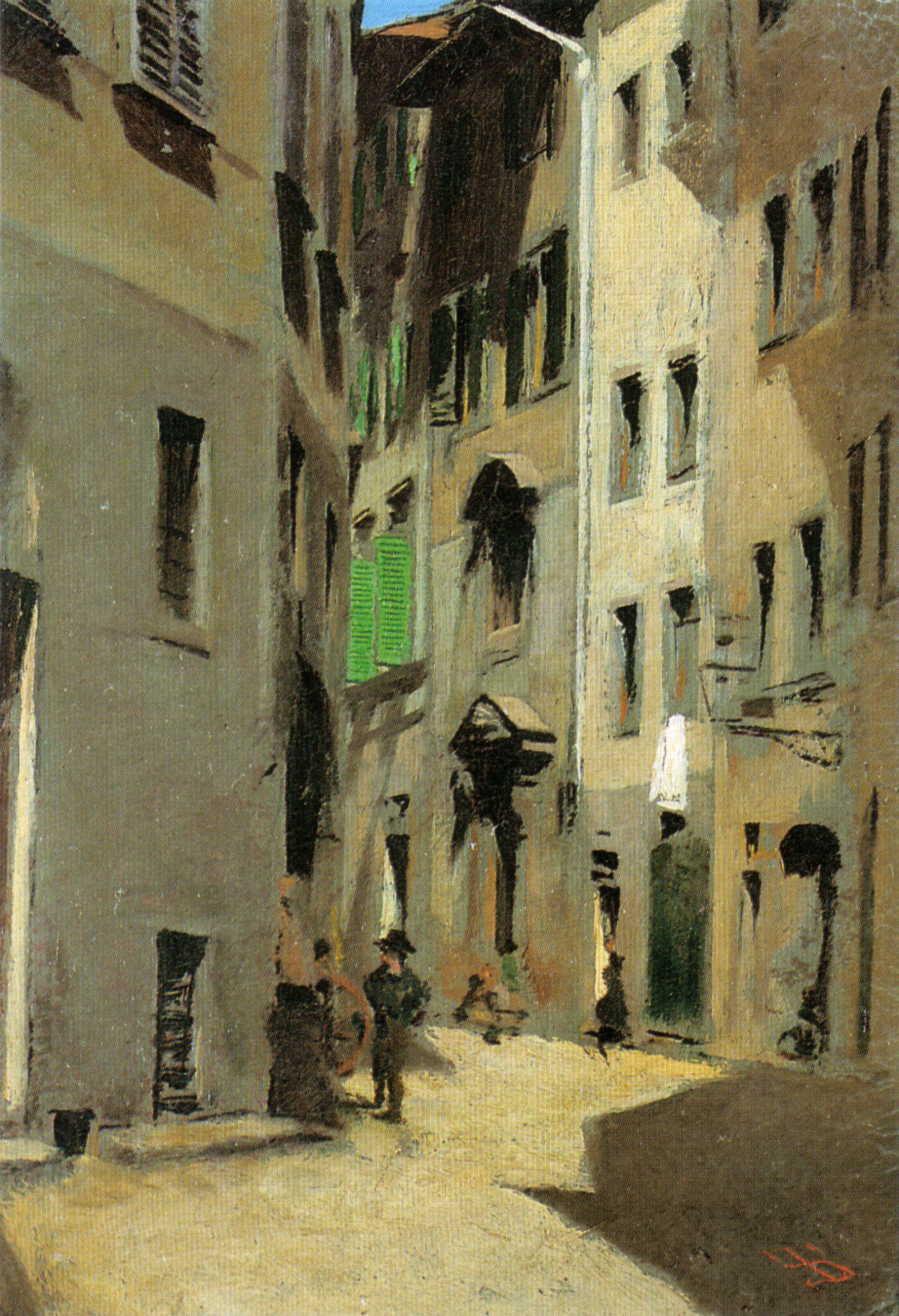
Telemaco Signorini, Via Torta, Firenze (1870 circa), olio su tela
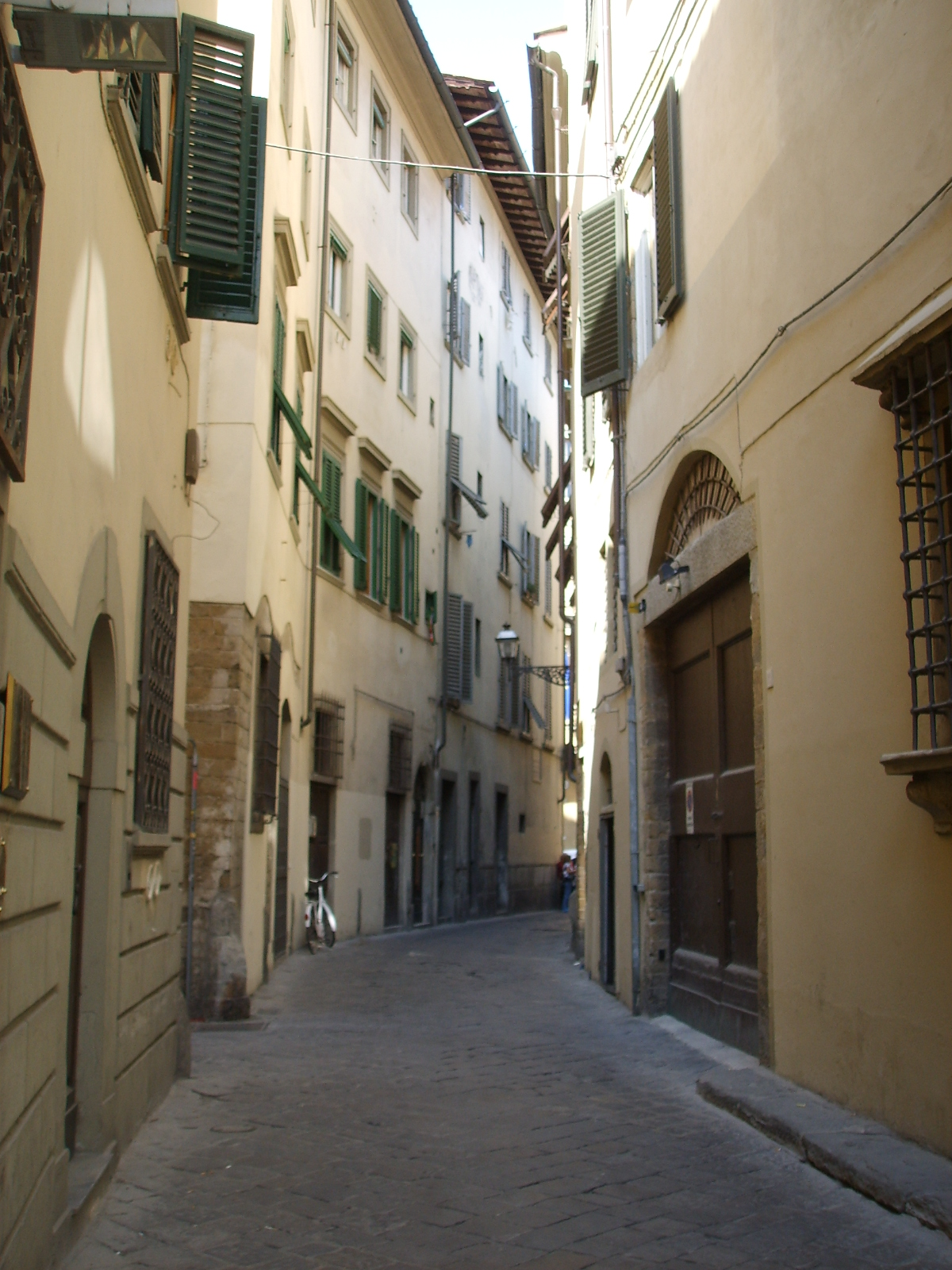
L'andamento curvilineo di via de' Bentaccordi
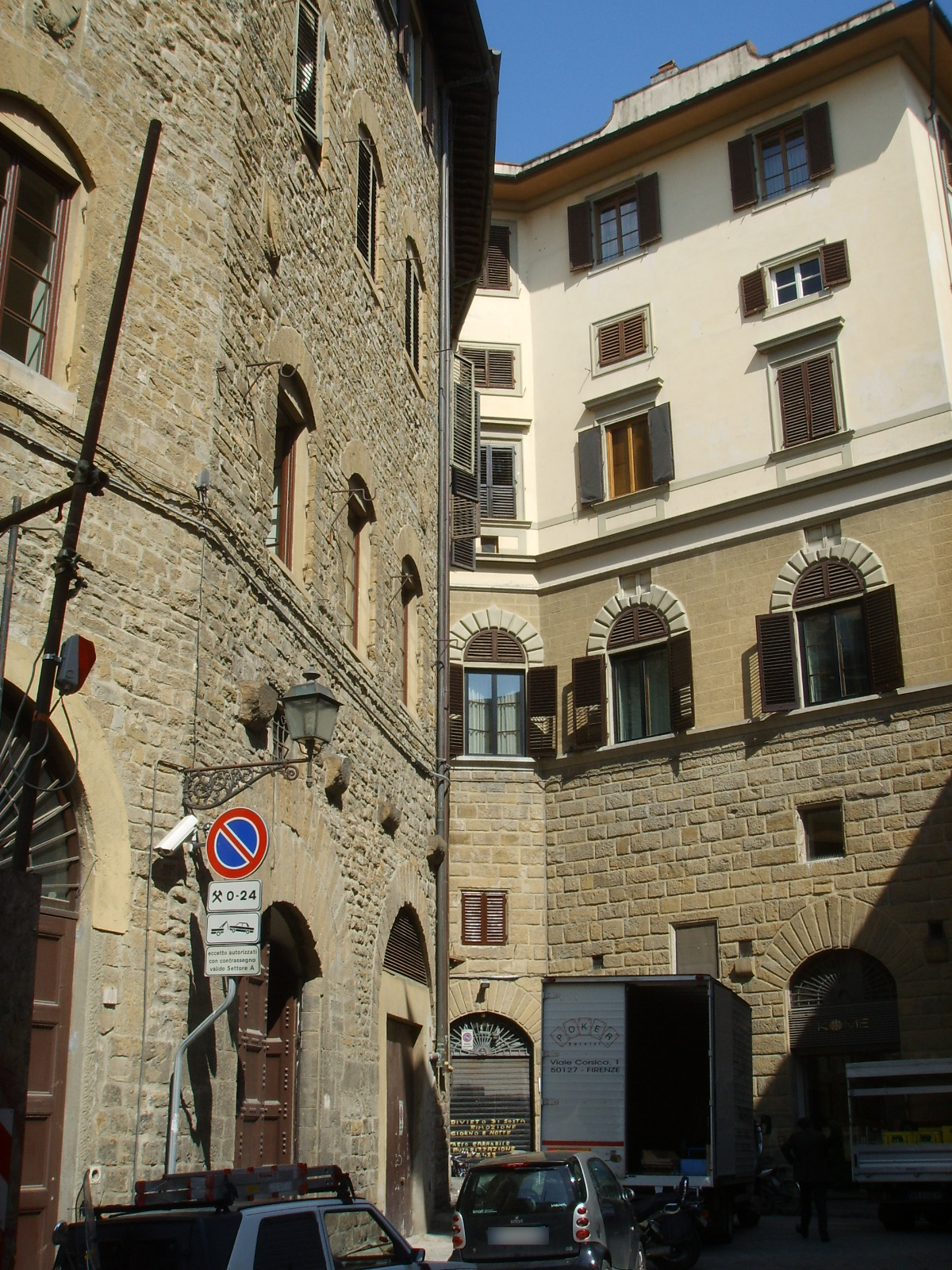
Andamento curvilineo in piazza dei Peruzzi
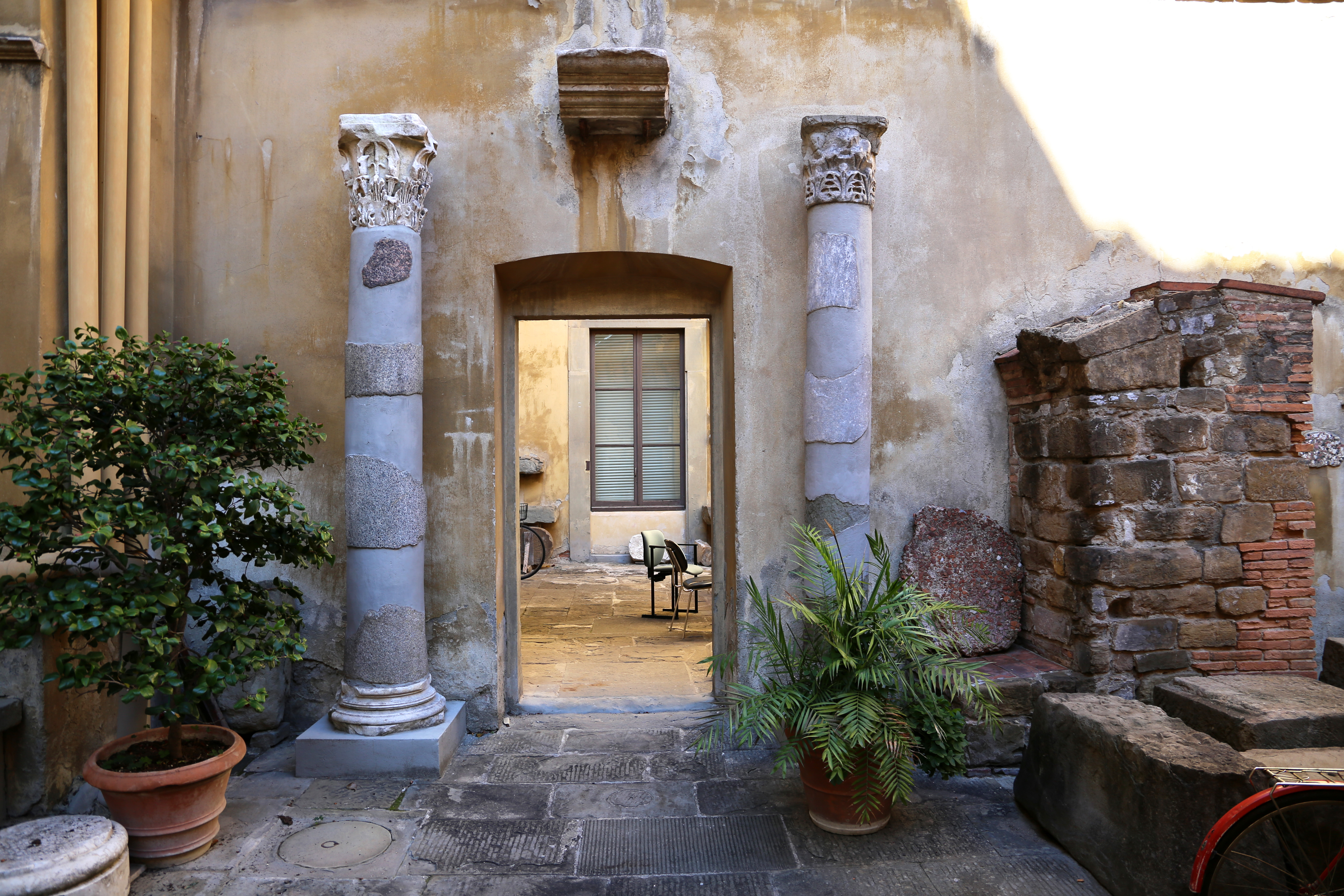
Frammenti dagli scavi dell'anfiteatro, Museo archeologico nazionale di Firenze